# Robert Lemay
Robert Lemay (Montreal, 13 de febrero de 1960) es un compositor de obras solistas, de cámara y orquestales canadiense.

## Primeros años y educación
Nacido en Montreal, Lemay estudió en la Universidad Laval, donde obtuvo un máster (M.Mus.) con François Morel. Se doctoró en la Universidad de Montreal con Michel Longtin en 1994. También pasó un año en la Universidad Estatal de Nueva York en Buffalo, donde estudió con David Felder y asistió a seminarios impartidos por Brian Ferneyhough, Louis Andriessen y Donald Erb. Durante este tiempo, conoció a su esposa, la pianista Yoko Hirota. En Francia, trabajó con François Rossé en Burdeos y con Georges Aperghis en el Atelier Théâtre et Musique de París.

## Carrera
Se ha descrito a Lemay como alguien que «ha hecho contribuciones significativas y sustanciales al repertorio del saxofón». De sus más de 140 obras, 80 son para (o incluyen) el saxofón, desde solos hasta grandes conjuntos. Desde finales de la década de 1980, ha colaborado con artistas del instrumento como Jean-François Guay, Jean-Michel Goury y Jean-Marie Londeix.
Desde el año 2000, Lemay reside en Sudbury, Ontario, donde enseñó en la Universidad Laurentian entre 2000 y 21. También enseñó en la Universidad de Saskatchewan en 1996-97.
De 2004 a 18, Lemay fue presidente y director artístico de los 5-Penny New Music Concerts (Conciertos de Nueva Música de 5 peniques) en Sudbury, donde trabajó ampliamente con el Cuarteto de Cuerdas Silver Birch.
Lemay fue compositor residente de la Orquesta Sinfónica de Sudbury entre 2008 y 2010.

## Estilo compositivo
Lemay es un compositor atonal que se ha visto influenciado por las técnicas espectrales de Tristan Murail y Gérard Grisey, los enfoques modales de Olivier Messiaen y Iannis Xenakis, y la modulación rítmica de Elliott Carter. También ha comentado su propio proceso de creación de material melódico.
El tratamiento del entorno del concierto -incluyendo la disposición del escenario, la espacialización, el gesto y el comportamiento y la presencia del intérprete- es otra preocupación estilística, que también fue objeto de la tesis de Lemay y de otros escritos.
El empleo de técnicas instrumentales extendidas ha sido analizado en profundidad en dos de las piezas para solista de Lemay, Ariana, Kaboul (saxofón alto) y Clap (clarinete).
Lemay también ha escrito piezas para estudiantes, como 6 Ushebtis (piano),Train miniature (clarinete) y Beat the Drum (saxofón alto).

## Premios
Lemay ha sido galardonado en concursos de composición nacionales e internacionales, entre ellos
- Segundo premio. 2007. Premio Internacional de Composición (Luxemburgo) por Mare Tranquilitatis III. .[20][21]

- Segundo premio. 2006. Concurso Internacional de Compositores Kazimierz Serocki (Polonia) por De brises en ressac.[22]

- Primer premio. 2004. Concurso de conjuntos de viento Harelbeke Muziekstad (Bélgica) por Ramallah.[23]

- Premio William St. Clair Low. 1989. Asociación de Compositores, Autores y Editores de Canadá (CAPAC) por Vagues vertiges.[24]

- Premio Sir Ernest MacMillan. 1988. CAPAC por La fuite immobile.[25]

- Premio Rodolphe Mathieu. 1988. CAPAC por Les yeux de la solitude.

## Obras
La bibliografía que figura a continuación está ordenada por título de la obra, fecha de composición, instrumento(s), editor (si procede) y estreno, incluyendo intérprete(s), lugar y fecha. Las obras inéditas se encuentran en el Centro Canadiense de la Música. La Biblioteca Musical del CMC también dispone de sus obras completas.

### Solos, dúos
- Mycélium. 2023. Piano. Éditions Doberman-Yppan.
- Oxymore. 2023. Para flauta contralto y bombo. Tetractys Publishing.

- À intervalles fixes. 2023. Saxofón alto, percusión. Estreno: Bent Frequency Duo Project (Jan Berry Baker, saxofón, Stuart Gerber, percusión). Sala de Recitales Kopleff, Universidad Estatal de Georgia, septiembre de 2023.
- Deuce 6. Saxofón alto, saxofón barítono. Estreno: Dúo Lisus (Lidia Muñoz ; Jesús Núñez, saxofones). Museo de Nerja, Málaga, España, marzo 2024.
- Fingerprints. 2022. Violín, piano. Estreno: Duo Gemini (Jean-Frédéric Molard, violín, Jean-Noël Remiche, piano). Festival Osmose 2022. Espace Toots, Bruselas, diciembre de 2022

- Deuce 5. 2022. Saxofón soprano, saxofón tenor. Estreno: Altera Inde (Diego Carretero, Sara Zazo). Auditorio Colegio San José, Villafranca de los Barros, España. Evento: Encuentro Musical Cantabilex, julio 2022.

- Low Expectations. 2022. Saxofón bajo. Estreno: Geoffrey Deibel, saxofón bajo. Sala Longmire, Universidad Estatal de Florida, enero de 2023.

- Nonante. 2021. Saxofón. Éditions Billaudot, Colección Saxiana. Estreno: Mana Takarabe, saxofón. Evento: Londeix: une vie pour le saxophone, Conservatorio de Boulogne-Billancourt, Francia, enero de 2022.

- Au coude-à-coude. 2021. Fagot, piano. Note en Bulle Éditions.

- Shared Visions. 2021. Clarinete, piano. Note en Bulle Éditions.

- Play-off. 2021. Oboe, piano. Note en Bulle Éditions.

- Point d'équilibre. 2021. Flauta, piano. Note en Bulle Éditions. Estreno: Stephen Tam, flauta; YoonHye Eunice Park, piano. Actuación en línea. Richmond Hill, Ontario, febrero de 2022.

- Deep Down. 2020. Tuba, piano. Note en Bulle Éditions.

- Last Call. 2020. Trompa, piano. Note en Bulle Éditions.

- L'arc de la lyre. 2020. Arpa, piano. Éditions Doberman-Yppan. Estreno: Kristan Toczko, arpa; Jared Tehse, piano. Interpretación en línea. Universidad Estatal de Arizona en Tempe, Arizona, febrero de 2022.

- À bout de bras. 2020. Trombón, piano. Note en Bulle Éditions.

- Break Point. 2020. B♭ trompeta, piano. Note en Bulle Éditions.

- Soliloques. 2020. Saxofón alto. Note en Bulle Éditions. Estreno: Stéphane Sordet, saxofón alto. Conservatorio Estatal de Música, Benevento, Italia, diciembre de 2022.

- High Expectations. 2020. Saxofón sopranino. Éditions Doberman-Yppan. Estreno: Alexander Richards, saxofón sopranino. Conferencia de la Región 9 de la North American Saxophone Alliance, evento en línea, Universidad de Calgary, marzo de 2021.

- Hors-jeu. 2019. Versión B. Saxofón tenor, clarinete bajo.

- Hors-jeu. 2019. Saxofón tenor, fagot. Estreno: Maya Grossman, fagot, Andrew Hosler, saxofón tenor. Serie de conciertos: The_____Experiment, Stamps Auditorium, Universidad de Míchigan, Ann Arbor, evento en línea, noviembre de 2021.

- À court terme. 2019. B♭ clarinete, cello. Estreno: Géraldine Fastré, clarinete, Bruno Ispiola, violonchelo. Festival Osmose 2019, Entrela del Centro Cultural de Evere, Bruselas, noviembre de 2019.

- Faux-fuyant. 2019. Saxofón soprano, oboe. Note en Bulle Éditions. Estreno: Ava Wirth, oboe, Andrew Hosler, saxofón soprano. Festival Kadupal, Auditorio Stamps, Universidad de Míchigan, Ann Arbor, evento en línea, septiembre de 2021.

- Un processus discret. 2018. Saxofón alto, guitarra. Éditions Doberman-Yppan. Estreno: Dúo Ícaro (Alberto Plaza, guitarra, Alfonso Padilla, saxofón). IX Festival de Música Contemporánea Encuentros Sonoros, Espacio Turina de Sevilla, Sevilla, España, enero de 2020.

- Double Fault. 2018. Saxofón alto, clarinete B♭. Note en Bulle Éditions. Estreno: Dúo Entre-Nous (Jackie Glazier, clarinete, Don-Paul Kahl, saxofón). Conferencia bienal de la North American Saxophone Alliance 2020. Universidad Estatal de Arizona en Tempe, marzo de 2020.

- Kif-Kif. 2018. Saxofón, tambor de caja. Note en Bulle Éditions. Estreno: Rogue Two (Andrew Allen, saxofón, Gordon Hicken, caja). Auditorio Akin, Universidad Estatal del Medio Oeste, Wichita Falls, Texas, marzo de 2019.

- Two for One. 2018. Saxofón soprano, trompeta B♭. Note en Bulle Éditions. Estreno: Maelenn Séjourné, saxofón, Mathieu Duc, trompeta. Auditorio del Conservatorio de Rennes. Rennes, Francia, noviembre de 2022.

- Tie-Break 2. 2018. Saxofón alto, violín. Note en Bulle Éditions. Estreno: Emanuele Dalmaso, saxofón, Andrea Mattevi, violín. Festival Contrasti 2019, Sala della Fondazione Caritro, Trento, Italia, marzo de 2019.

- Pommes. 2018. Percusión. Note en Bulle Éditions.

- Déroulement. 2017. Saxofón barítono, piano.

- Arrêt sur image. 2017. Saxofón alto. Éditions Doberman-Yppan. Estreno: William Malone, saxofón. Conferencia nacional bienal de la North American Saxophone Alliance 2018, Cincinnati, marzo de 2018.

- Deuce 4. 2017. Saxofones barítonos (2). Resolute Music Publications. Estreno: Jeffrey Vickers, Henrique Portovedo, saxos barítonos. XVIII Congreso Mundial de Saxofón, Zagreb, Croacia, julio de 2018.

- Bas-relief. 2016-2017. Saxofón barítono. Note en Bulle Éditions. Estreno: Geoffrey Deibel, saxofón barítono. XVIII Congreso Mundial de Saxofón, Zagreb, Croacia, julio de 2018.

- Into Thin Air. 2016. Saxofón soprano. Éditions Doberman-Yppan. Estreno: Andrew Allen, saxofón soprano. XVIII Congreso Mundial de Saxofón, Zagreb, Croacia, julio de 2018.

- Fragments noirs. 2016. Saxofón soprano, saxofón alto. Note en Bulle Éditions. Estreno: Noa Mick, Don-Paul Kahl, saxos. Zurich International Saxfest, Zúrich, marzo de 2017.[26][27]

- À découvert. 2015-16. Violín. Note en Bulle Éditions. Estreno: Christian Robinson, violín. 5-Penny New Music Concert, Sudbury, junio de 2016.

- Tri-angles. 2015. Saxofón tenor. Publicaciones musicales resueltas. Estreno: Jeffrey Vickers, saxofón tenor. Conservatorio de Shenandoah, Winchester, Virginia, enero de 2016.

- Mémoire et oubli. 2015. Piano. Estreno: Yoko Hirota, piano. Universidad Laurentiana, Sudbury, marzo de 2016.

- Cadenza. 2014. Violín. Estreno: Christian Robinson, violín. Concierto de la Orquesta Sinfónica de Sudbury, Sudbury, marzo de 2015.

- Deuce 3. 2014. Saxofones sopranos (2). Resolute Music Publications. Estreno: Jeffrey Vickers, Rodrigo Vila, saxofones. Sala Eckhardt-Gramatté, Universidad de Calgary, febrero de 2015.

- Train miniature. 2014. Clarinete. Éditions Doberman-Yppan, Colección Jean-Guy Boisvert. Estreno: Jean-Guy Boisvert, clarinete. Concierto de artista invitado, Facultad de Música Don Wright, Western University, London, Ontario, septiembre de 2018.

- Deuce 2. 2013-14. Saxofones tenores (2). Resolute Music Publications. Estreno: Duo d'Entre-Deux (Nick Zoulek, Tommy Davis, saxos). Teatro Clazel, Bowling Green, Ohio, octubre de 2014.

- Asubakatchin (Capteur des rêves/Dreamcatcher). 2013. Piano.

- Tengu-Maï. 2012-13. Saxofón soprano, piano. Resolute Music Publications. Estreno: Kenneth Tse, saxofón, Casey Gene Dierlam, piano. Conferencia nacional bienal de la North American Saxophone Alliance 2018, Cincinnati, marzo de 2018.

- Gris sur gris (Hommage à Yves Gaucher). 2012-13. Violín, guitarra. Estreno: Duo46 (Beth Ilana Schneider-Gould, violín, Matthew Gould, guitarra). 5-Penny New Music Concert, Sudbury, marzo de 2014.

- Clés. 2012. Suite en miniatura: 6 piezas para flauta, 2 piezas para flautas (2), y 1 pieza para flauta y piano. Note en Bulle Éditions.

- Redshift/Blueshift. 2012. Saxofón barítono, violonchelo. Note en Bulle Éditions. Estreno: CelloPhone (Nadia Klein, cello, Chelsea Shanof, saxofón). Barcos y globos, Heliconian Hall, Toronto, septiembre de 2014.

- Manu Militari. 2012. Versión B. Clarinete en La, flauta. Estreno: FL-AIR (Travis Jones, flauta, Kip Franklin, clarinete). Simposio internacional de dúos de viento de madera, Universidad Estatal de Sam Houston, Huntsville, Texas, abril de 2018.

- Manu Militari. 2011. Saxofón alto y flauta. Resolute Music Publications. Estreno: Greenbrook Ensemble. 2014 North American Saxophone Alliance Biennial Conference, University Of Illinois, Urbana-Champaigne, marzo de 2014.

- Tie-Break. 2011. Saxofón alto, violonchelo. Estreno: Wallace Halladay, saxofón, Mary-Katherine Finch, cello. Contact Contemporary Music, Gallery 345, Toronto, septiembre de 2011.

- Intimate Echos. 2011. Saxofón tenor, piano. Resolute Music Publications. Estreno: Jeffrey Vickers, saxofón, Hee-Kyung Juhn, piano. Universidad Estatal de Sam Houston, Huntsville, Texas, abril de 2011.

- Deuce. 2010. Saxofones altos (2). Resolute Music Publications. Estreno: Brooke Ferris-Florence, Zachary Pfau, saxos. Daly Jazz Concert Series, Missoula, Montana, enero de 2011.
- Infinitas. 2009. Violin, piano.

- Coups d'archet. 2008. Violín. Note en Bulle Éditions. Estreno: Christian Robinson, violín. Conciertos del Festival de Música junto al Mar, Bamfield, Isla de Vancouver, julio de 2012.[28]

- Clap. 2008. Clarinete. Note en Bulle Éditions. Estreno: Rebecca Danard, clarinete. Conferencia de la Asociación Internacional de Clarinete 2011, Universidad Estatal de California, Northridge, agosto de 2011.

- Tanze vor Angst (Hommage à Paul Klee). 2006. Piano. Note en Bulle Éditions. Estreno: Yoko Hirota, piano. Festival Internacional de Música de Cámara de Ottawa, julio de 2007.

- Ariana, Kaboul. 2005. Saxofón alto. Resolute Music Publications. Estreno: Miguel Romero Morán, saxofón. 14º Congreso Mundial de Saxofón, Ljubljana, Eslovenia, julio de 2006.

- Stuntman. 2005. Trombón. Estreno: James C. Lebens, trombón. Sala Henri-Gagnon, Universidad Laval, Ciudad de Quebec, 2005.[29]

- Motel Suite. 2004. Versión para flauta alta, clarinete bajo. Estreno: Motion Ensemble. 5-Penny New Music Concert, Sudbury, octubre de 2004.

- Motel Suite. 2004. Versión para flauta alta, saxofón barítono. Estreno: Dúo Zephyr. Salle de l'Atelier du Conservatoire National de Région, Burdeos, Francia, marzo de 2005. Tetractys Publishing.

- 6 Ushebtis. 2003. Piezas de estudiante (6), piano. Note en Bulle Éditions.

- No Limits. 2003. Tubax (saxofón bajo). Estreno: Serge Bertocchi, tubax. Anfiteatro del Centre de ressources, d'expertise et de performance sportive, Poitou-Charentes, Poitier, Francia, agosto de 2003.

- Motel Suite. 2002-2003. Saxofón soprano, saxofón barítono. Estreno: Susan Fancher, Mark Engebretson, saxos. Serie de Conciertos de Huntington, Sudbury, noviembre de 2002.

- Pourtant il y a la nuit. 2002. Violín, violonchelo. Nota en Bulle Éditions. Estreno: Christian Robinson, violín, Alexandra Lee, violonchelo. Concierto Silver Birch, Sudbury, abril de 2006.

- Relieves. 2001. Clarinete. Estreno: Jean-Guy Boisvert, clarinete. Universidad Simon Fraser, Vancouver, enero de 2002.

- Dial M for...hommage à Alfred Hitchcock. 2000. Saxofón soprano. Estreno: Jean-François Guay, saxofón. 13º Congreso Mundial de Saxofón, Minneapolis, julio de 2003.

- 5 Estudios. 2000. Saxofón alto. Resolute Music Publications. Estreno: Jean-François Guay, saxofón. Universidad de Iowa, Iowa City, marzo de 2001.

- Thèbes. 2000. Versión para fagot. Estreno: Michel Bettez, fagot. 29ª Conferencia Internacional de la Caña Doble, Buenos Aires, Argentina, agosto de 2000.

- Thèbes. 2000. Saxofón barítono. Estreno: Claude P. Fortier, saxofón. 12º Congreso Mundial de Saxofón, Montreal, julio de 2000.

- Kamigluk's Inukshuit. 2000. Flauta, marimba. Estreno: Anick Lessard, flauta, Mario Boivin, marimba. Musique Chez Nous, Universidad de Bishop, Sherbrooke, Quebec, noviembre de 2001.

- Incertitude. 1999. Saxofón alto, piano. Resolute Music Publications. Estreno: Rémi Ménard, saxofón, Marc Joyal, piano. Universidad Laval, Quebec, marzo de 2000.

- Les photographies du 21. 1999. Saxofón alto. Estreno: Rémi Ménard, saxofón. Universidad de Calgary, febrero de 2000.

- Série B (B Film). 1999. Saxofón alto. Pieza de estudiante. Resolute Music Publications.

- Tambour battant (Beat the Drum). 1999. Saxofón alto. Pieza de estudiante. Resolute Music Publications.

- Du bout des lèvre au bout des doigts. 1999. Saxofón alto. Pieza de estudiante.

- Mitsu no kisetsu. 1998. Versión para voz alto, saxofón barítono. Éditions Jobert, Colección Pierre de Lune. Estreno: Annie Tremblay, soprano, André Leroux, saxofón. Chapelle Historique du Bon-Pasteur, Montreal, febrero de 2001.

- Mitsu no kisetsu. 1998. Voz de barítono, contrafagot. Estreno: Paul Rowe, barítono, Monica Fucci, contrafagot. Conferencia de la International Double Reed Society, Madison, Wisconsin, agosto de 1999.

- Hiroshima. 1998. Piano. Éditions Doberman-Yppan. Título original: Hiroshima mon amour. Estreno: Yoko Hirota, piano. En Performance Series, Universidad de Saskatchewan, Saskatoon, febrero de 2002.

- Orán. 1998. Saxofón alto, piano. Resolute Music Publications. Estreno: Jean-François Guay, saxofón, Yoko Hirota, piano. École de musique Vincent-d'Indy, Montreal, noviembre de 1999.

- Trou noir. 1996. Saxofón barítono, piano. Estreno: Claude P. Fortier, saxofón, Louise Andrée Baril, piano. Chapelle Historique du bon Pasteur, Montreal, marzo de 2000.

- Solitude oubliée. 1995. Saxofón tenor. Éditions Doberman-Yppan. Estreno: Jean-François Guay, saxofón. Maison de la Culture Mont-Royal, Montreal, noviembre de 1995.

- Les yeux de la solitude. 1987. Saxofón alto, percusión. Estreno: Daniel Gauthier, saxofón, François Gauthier, percusión. Société des Concerts Alternatifs du Quebec, Montreal, febrero de 1988.[30]

- Ullaaq. 1984, revisado en 2016. Órgano.

### Conjuntos de cámara
- Anthropométrie bleue (hommage à Yves Klein). 2023. Saxofón soprano, clarinete bajo, percusión. Estreno: Duo Entre-Nous (Jackie Glazier, Don-Paul Kahl, saxofón), Morris Palter, percusión. Holsclaw Hall, Universidad Estatal de Arizona, febrero de 2024.
- Du simple au double. 2022. Oboe, saxofón alto, clarinete B♭, clarinete bajo, fagot.  Note en Bulle Éditions. Estreno: Woodwork Reed Quintet, Kasteel van Schoten, Schoten, Bélgica. Noviembre de 2022

- À deux contre un. 2020. Flauta, saxofón alto, piano.

- Après la pluie. 2019. Violines (2), piano.

- A Short Answer. 2019. Saxofón alto, violonchelo, piano.

- Overtime. 2019. Trombones (4).

- Contrepoint...hommage à Robert Altman. 2016. Versión C. Flauta, saxofón soprano, clarinete, saxofón barítono.

- Contrepoint...hommage à Robert Altman. 2016. Versión B. Flauta, saxofón soprano, clarinete, fagot.

- Contrepoint...hommage à Robert Altman. 2016. Versión A. Flauta, oboe, clarinete, fagot. Estreno: Iwona Glinka, flauta, Trío de Caña de Gdansk. Festival Internacional de Primavera Musical de Kwidzyn, Kwidzyn, Polonia, junio de 2018.

- Slow Swirl at the Edge of the Sea (hommage à Mark Rothko). 2015. Violín, saxofón alto y piano. Note en Bulle Éditions. Estreno: Trío Empreinte. Escales transatlantiques, París, octubre de 2015.

- Quelques tranches de temps. 2014. Versión B. Flauta, saxofón soprano, clarinete. Note en Bulle Éditions. Estreno: International Counterpoint. Sesiones de Cortona para la Nueva Música, Cortona, Toscana, Italia, julio de 2017.

- Éole. 2014. Versión B. Saxofones (3) (soprano, alto, tenor). Note en Bulle Éditions.  Estreno: Elouan Delouche, Tom Tastet y Maelenn Séjourne. Auditorium du Conservatoire de Rennes, Rennes, Francia, noviembre de 2022.

- Fragments/Metamorphosis. 2014. Versión B. Saxofones (3) (soprano, alto, barítono).

- Chemin du miracle. 2013. Voz de soprano, clarinete, violín. Estreno: Motion Ensemble. 5-Penny New Music Concert, Sudbury, enero de 2014.[31]

- Urban Influx (Afflux urbain). 2013. Saxofones (4) (soprano, alto, tenor, barítono). Éditions Doberman-Yppan. Estreno: Proteus Quartet. Conferencia bienal de la North American Saxophone Alliance, Universidad de Illinois, Urbana-Champaigne, marzo de 2014.

- Verticales (hommage à  Barnett Newman). 2011-12. Saxofones (4) (soprano, alto, tenor, barítono). Publicaciones de música resolutiva. Estreno: Cuarteto Anubis. 5-Penny New Music Concert, Sudbury, abril de 2012.

- Concetto Spaziale (hommage à  Lucio Fontana). 2011-12. Saxofones altos (3). Resolute Music Publications. Estreno: Echo Rogue Saxophone Trio. 16º Congreso Mundial de Saxofón, St Andrews, Escocia, julio de 2012.

- Ligne(s) médiane(s). 2011. Versión B. Saxofones (4) (soprano, altos (2), barítono). Estreno: Siam Saxophone Quartet. 16º Congreso Mundial de Saxofón, St Andrews, Escocia, julio de 2012.

- Zones d'ombre. 2011. Saxofón soprano, flauta, percusión, piano. Estreno: Ensemble Proxima Centauri. Opus 12.3, Les Universaux, Centre culturel Rocher de Palme, Burdeos, Francia, mayo de 2012.

- Territoires intérieurs (hommage à Bernard Émond). 2010. Cuarteto de cuerda (violines (2), viola, violonchelo), piano. Estreno: Silver Birch String Quartet (Christian Robinson, Geoff McCausland, violines; Jane Russell, viola; Alexandra Lee, cello), Yoko Hirota, piano. Friday Evening at the Rolston, Centro de las Artes de Banff, Banff, Alberta, marzo de 2011.

- Trotte-minute, nº 1-2. 2010. Saxofones (3) (sopranino, alto, bajo). Estreno: Cuarteto Anubis. Sala de Conciertos Nichols, Instituto de Música de Chicago, Chicago, Illinois, noviembre de 2010.

- On Call. 2010. Trompetas (3). Estreno: Ensemble de cuivres. Sala Henri-Gagnon, Universidad Laval, Ciudad de Quebec, noviembre de 2010.

- Ligne(s) médiane(s). 2009. Saxofón alto, clarinete, oboe, fagot. Estreno: Ensemble Noise-to-Signal. Universidad Estatal de Bowling Green, Sala de recitales Bryan, Bowling Green, Ohio, marzo de 2017.

- Éole. 2008. Clarinetes (3). Note en Bulle Éditions. Estreno: Trío Éole. Auditorium d'Alma, Alma, Quebec, octubre de 2008.

- Gelb, Rot, Blau...hommage à Wassily Kandinsky. 2008. Versión C. Saxofón soprano, saxofón alto, piano. Publicaciones musicales Resolute. Estreno: Kenneth Tse, saxofón soprano; Jean-Michel Goury, saxofón alto; Su-Yen Chee, piano. 15º Congreso Mundial de Saxofón, Bangkok, Tailandia, julio de 2009.

- Gelb, Rot, Blau...hommage à Wassily Kandinsky. 2008. Versión B. Saxofón soprano, clarinete, piano. Estreno: Jeffrey Price, saxofón; Trevor Pittman, clarinete; Philip Adamson, piano. Festival de Música Canadiense de Windsor 2010, febrero de 2010.

- Gelb, Rot, Blau...hommage à Wassily Kandinsky. 2008. Clarinete, oboe, piano. Estreno: Pauline Farrugia, clarinete; Étienne de Médicis, oboe; Yoko Hirota, piano. 5-Penny New Music Concert, Sudbury, noviembre de 2008.

- Structure/Paysage...hommage à Eli Bornstein. 2008. Cuarteto de cuerda (violines (2), viola, violonchelo). Estreno: Cuarteto de cuerda Molinari. Chapelle historique du Bon-Pasteur, Montreal, mayo de 2009.

- (S)AXE(S). 2007. Saxofones (4) (soprano, alto, tenor, tubax). Estreno: Quatuor de saxofones Xasax. Le Petit faucheux, Festival Emergences, Tours, Francia, noviembre de 2008.

- In the dark...hommage à Lars von Trier. 2006. Trío de pianos (violín, cello, piano). Estreno: Christian Robinson, violín; Alexandra Lee, violonchelo; Yoko Hirota, piano. 5-Penny New Music Concert, Sudbury, febrero de 2007.

- Fragments/Metamorphosis. 2006. Oboe, clarinete, fagot. Estreno: Trío Estria. Biblioteca Libre y Casa de la Ópera Haskell, Stanstead, Quebec, mayo de 2006.

- Voix parallèles. 2004. Saxofón tenor, trombón y piano. Estreno: Jean-François Guay, saxofón; James C. Lebens, trombón; Hélène Desjardins, piano. Sala Henri-Gagnon. Universidad Laval, Quebec, marzo de 2005.

- Varius Multiplex Multiformis. 2004. Quinteto de metales (trompetas (2), trompa, trombón, tuba). Estreno: Quinteto de cuervos de la Universidad Laval. Iglesia Notre-Dame-de-Jacques-Cartier, Quebec, noviembre de 2006.

- Un ciel variable pour demain. 2003-2004. 8 piezas fáciles para varios cuartetos de saxofones.

- Ombres d'automne et de lune. 2001. 3 saxofones (un intérprete), flauta/piccolo, piano, celesta. Estreno: Quatuor Appollinaire. Auditorio del Conservatorio Regional de Toulouse, Francia, enero de 2002.

- Shadows of Bamian. 2001-02. Saxofones (4) (sopranos (2), tenores (2)). Estreno: Cuarteto de Saxofones Italica. 14º Congreso Mundial de Saxofón, Ljubljana, Eslovenia, julio de 2006.

- Quelques tranches de temps. 2000-01. Flauta, oboe, clarinete. Estreno: Quinteto de viento de Estria. Novavents, Musica Nova. Lennoxville, Quebec, abril de 2001.

- Débâcle. 1998. Quinteto de viento (flauta, oboe, clarinete, trompa, fagot). Estreno: Quinteto de viento madera Estria. Musica Nova, Lennoxville, Quebec, junio de 1999.[32]

- Love Streams...hommage à John Cassavetes. 1997. Violonchelo, piano. Estreno: Mark Rudoff, cello, Yoko Hirota, piano. Serie de Conciertos de Huntington, Sudbury, enero de 2001.

- Maniwaki. 1997. Tuba, percusión. Estreno: Darrell Bueckert, percusión, Brent Longstaff, tuba. Universidad de Saskatchewan, Saskatoon, marzo de 1997.

- Sarajevo. 1995. Saxofones (4) (soprano, alto, tenor, barítono). Ediciones Doberman-Yppan. Estreno: Quatuor de saxofones Nelligan. Café Sarajevo, Montreal, enero de 1996.

- La nostalgie du présent. 1994. Quinteto de metales (trompetas (2), trompa, trombón, tuba). Estreno: Quinteto de cuervos de la Universidad Estatal de Valdosta. Universidad Estatal de Valdosta, Valdosta, Georgia, noviembre de 1998.

- Quatuor, no 2. 1985, revisada en 1994. Vibráfono/marimba, saxofones (4)

- À tout prendre...hommage à Claude Jutra. 1995. Piano, violín, viola, violonchelo. Estreno: Tricorde de la Universidad Laval, Yoko Hirota, piano. Maison de la Culture Frontenac, Montreal, abril de 1996.

- Vous ne faites que passer, SVP frappez fort. 1992. Saxofones (5). Estreno: Universidad de Montreal, Montreal, enero de 1992.

- Triptyque écarlate. 1991. 3 saxofones (1 intérprete), arpa, percusión. Estreno: Daniel Gauthier, saxofón; François Gauthier, percusión; Lucia Cericona, arpa. 10º Festival Mondiale del Sassofono, Pesaro, Italia, septiembre de 1992.

- Quatuor. 1991. Percusión (4). Estreno: Conjunto de percusión de la Universidad de Montreal. Universidad de Montreal, Montreal, enero de 1991.

- L'errance...hommage à Wim Wenders. 1990. Cuarteto de cuerda (violines (2), viola, cello). Estreno: Quatuor Morency. Société des Concerts Alternatifs du Québec, Montreal, octubre de 1991.

- Haut lieu de la nuit. 1985, revisado en 2021. Ciclo de canciones sobre textos de Lucien Francoeur para barítono, piano y percusión. Estreno: Gaétan Labbé, barítono; Luc Roberge, piano; François Potvin, percusión. Association de Musique Actuelle de Québec, Sala Henri-Gagnon, Universidad Laval, febrero de 1985.

### Conjuntos de cámara con director
- Falten und Farben (hommage à Simon Hantaï). 2021. Saxofones (10) (sopranos (2), altos (3), tenores (3), barítonos (2)). Nota en Bulle Éditions. Estreno: Zürich Saxophone Collective, Lars Mlekusch, director. Zürich Saxfest 2022, Johanneskirche, Zürich, Suiza, abril de 2022.

- Jazz...hommage à Henri Matisse. 2015-16. Saxofón tenor (solista), flauta, clarinete, violín, chelo, arpa. Estreno: Jeremy Brown, saxofón, Wendy Freeman, directora. The Sonorous Saxophone, Centro Rozsa, Sala Eckhardt-Gramatté, Universidad de Calgary, octubre de 2016.

- Quadrichromie (hommage à Hans Hartung). 2012. Saxofón alto (solista), conjunto de saxofones (sopranos (2), altos (3), tenores (3), barítonos (2)) percusión (2). Estreno: Sean Patayanikorn, saxofón; Northwestern Saxophone Ensemble; Frederick Hemke, director. Regenstein Recital Hall, Evanston, Illinois, junio de 2012.

- Temps de passage. 2010. Versión C. Saxofón alto/soprano, clarinete B♭/clarinete bajo, flauta, saxofones (3) (soprano, tenor, barítono). Estreno: ChagallPAC Ensemble, Dennis Shafer, director. Concierto final del crepúsculo, Boston, Massachusetts, marzo de 2011.

- Temps de passage. 2010. Versión B. saxofón alto/soprano, clarinete B♭/clarinete bajo, flauta, oboe, saxofón tenor, saxofón barítono.

- Metaesquema...hommage à Hélio Oiticica. 2009. Flautas (3), clarinetes (3), saxofón soprano, saxofón barítono. Estreno: Ensemble Le Balcon, Maxime Pascal, director. Église St-Merri, París, Francia, mayo de 2010.[33]

- Tentation d'exil. 2007-08. SaxofonesConjunto de Música Contemporánea de la Universidad Estatal de Bowling Green (12) (sopranino, sopranos (2), altos (3), tenores (3), barítonos (2), bajo). Estreno: Conjunto de saxofones de la Universidad de Toronto, Gregory Oh, director. New Music, New Generation at the Music Gallery, Toronto, marzo de 2011.

- Checkpoints. 2007. Conjunto de metales (trompetas (4), trompas (2), trombones (2), trombón bajo, bombardino, tuba), percusión (2). Estreno: Ensemble de cuivres de la Universidad Laval, James C. Lebens, director. Sala Henri-Gagnon, Universidad Laval, Ciudad de Quebec, diciembre de 2007.

- Plans-séquences. 2006. Flauta, clarinete, violín, violonchelo, piano, percusión. Estreno: Conjunto de Música Nueva de la Universidad de Windsor, John Morris Russell, director. Festival de Música Canadiense de Windsor 2010, febrero de 2010.

- Caligramme. 2004. Saxofones (6) (soprano, altos (2), tenores (2), barítono). Resolute Music Publications. Estreno: Ensemble de saxophones du Conservatoire National à Rayonnement Régional de Boulogne-Billancourt, Jean-Michel Goury, director. Maison du Canada, París, Francia, marzo de 2005.

- Temps de passage. 2002. Flauta, oboe, clarinete B♭/clarinete bajo, saxofón alto/soprano, trompa, fagot. Estreno: Quinteto de viento de madera de Estria, Jacques Desjardins, director. Musica Nova, Sherbrooke, Quebec, marzo de 2003.

- Ogura sanso. 1999. Soprano (voz), flauta, clarinete, violín, cello, percusión.

- La soif du mal...hommage à Orson Welles. 1994. Marimba, percusión (4). Estreno: Michael Varner, marimba; Conjunto de Música Contemporánea de la Universidad Estatal de Bowling Green; Phillip Clements, director. Arlington, Texas, febrero de 1998.

- La rédemption...hommage à Martin Scorsese. 1994. Saxofones (4), percusión (2). Estreno: Conjunto de Música Contemporánea de la Universidad Estatal de Bowling Green, Mikel Kuehn, director. Bowling Green, Ohio, noviembre de 1999.

- La chambre verte...hommage à François Truffaut. 1992. Flauta, oboe, clarinete, fagot, piano, percusión (2). Estreno: Ensemble Clavivent, Sala Claude-Champagne, Universidad de Montreal, abril de 1993.

- Vagues vertiges. 1989. Cuarteto de saxofones "espacializa" Conjunto de Música Contemporánea de la Universidad Estatal de Bowling Greendo, percusión, conjunto de saxofones (sopranino, soprano, altos (2), tenores (2), barítono, bajo). Estreno: Ensemble International de Saxophones de Bordeaux, Jean-Marie Londeix, director. 150 Jahre Saxophon, Conservatorio Dr. Hoch, Frankfurt am Main, Alemania, marzo de 1990.

### Orquesta de cámara
- Ici et là. 2013-14. Orquesta de cámara de cuerdas. Estreno: Ensemble Arkéa, Dina Gilbert, directora. Chapelle historique du Bon-Pasteur, Montreal, abril de 2018.

- Une distance habitée. 2009. Orquesta de cámara (15 instrumentos). Estreno: New Music Ensemble de la Escuela Glenn Gould, Brian Current, director. Sala Mazzoleni, Real Conservatorio de Música, Toronto, diciembre de 2009.

- Mare Tranquilitatis III. 2007. Orquesta de cámara (14 instrumentos). Estreno: Luxembourg Sinfonietta, Marcel Wengler, director. Centre des Arts Pluriels, Luxemburgo, octubre de 2007.

- Cordes, supercordes. 2004/revisión 2010. Pipa, orquesta de cuerdas de cámara.

- Mare Tranquilitatis II. 2004. Orquesta de cámara (14 instrumentos).

- Mare Tranquilitatis. 2003. Orquesta de cámara (16 instrumentos).

- Dead and... 2003. Orquesta de cámara (16 instrumentos).

- Feuille d'univers. 1996. Orquesta de cámara de cuerdas. Estreno: Orquesta Sinfónica de Vancouver, Evan Mitchell, director. Roundhouse Community Arts and Recreation Centre, Vancouver, abril de 2008.

- Konzertzimmermusik. 1992. Saxofón soprano, percusión (3), orquesta de cámara (18 instrumentos). Estreno: Marie-Chantal Leclair, saxofón soprano, Marc David, director. Taller de música contemporánea de la Universidad de Montreal, Montreal, abril de 1993.

### Orquesta
- Mouvance. 2010-11. Orquesta.

- Et une porte d'ombre se referme. 2008-09. Violín, orquesta. Estreno: Christian Robinson, violín; Orquesta Sinfónica de Sudbury; Victor Sawa, director. Sudbury, marzo de 2010.

- Le mirroir d'un moment. 2006-07. Orquesta.

- Apeldoorm, Nederland. 2005-06. Conjunto de viento. Estreno: Tokyo Kosei Wind Orchestra, Keiko Kabayashi, director. Sala Fumon-Kan, Tokio, agosto de 2006.[34]

- Oiseau de givre. 2005. Piano, orquesta. Estreno: Yoko Hirota, piano; Orquesta Sinfónica de Sudbury; Victor Sawa, director. Sudbury, febrero de 2006.

- Ramallah. 2002. Saxofón alto, conjunto de viento. Estreno: Jean-François Guay, saxofón; Ensemble vent et percussion de Québec; René Joly, director. Ciudad de Quebec, noviembre de 2002.

- De brises en ressac. 1999, revisado en 2006. Versión para pequeña orquesta. Estreno: Orquesta de la Radio Polaca (Polska Orkiestra Radiowa), Jacka Rogali, director. Estudio de conciertos Witold Lutosławski (Radio Polaca), Varsovia, junio de 2006[35].

- De brises en ressac. 1999. Orquesta.

- Sarajevo II. 1998. Saxofón alto, trompetas, gran orquesta. Estreno: Orquesta sinfónica de Laval, Louis Lavigeur, director. Universidad de Quebec en Montreal, Sala Pierre-Mercure, Montreal, julio de 2000.

- On the Road. 1993/revisado en 2009. Orquesta "espacializada". Estreno: Ricciotti Ensemble, Leon Barendse, director. Ricciotti Zommertoernee (13 conciertos en los Países Bajos, verano de 1993).

- La fuite immobile. 1988. Orquesta.

## Álbumes, EP y archivos de audio
La lista que figura a continuación está ordenada por el año de grabación, el título de la obra, el título del álbum (si procede), la descripción física (es decir, disco de audio (disco compacto) o archivo de audio (pista(s) en línea)), el productor y el número de catálogo, y el intérprete(s). También se pueden encontrar selecciones de la música de Lemay en plataformas de streaming y descarga.
- Clés. 2024. EP (9 archivos de audio). Centretracks: CMCCT 12424. Stephen Tam, flauta; con Katie Kirkpatrick, flauta (pistas 2 y 8) y Yoko Hirota, piano (pista 5).
- Mycélium. 2023. EP (7 archivos de audio). Producido independientemente. Yoko Hirota, piano.
- Lignum et Spiritus. 2023.  EP (4 archivos de audio). Centrediscs: CMCCT 12323. Contenido: Point d'équilibre (Stephen Tam, flauta; Yoko Hirota, piano) -- Shared Visions (Anthony Thompson, clarinete; Yoko Hirota, piano) --  Play-off (Ron Cohen Mann, oboe; Yoko Hirota, piano) --  Au coude-à-coude (Kevin Harris, fagot; Yoko Hirota, piano.
- Soliloques. 2022.  EP (7 archivos de audio). Centretracks: CMCCT 12222.  Stéphane Sordet, saxofón.[35]

- 5 Études pour saxophone. 2021. EP (5 archivos de audio). Centretracks: CMCCT 621. Jean-François Guay, saxofón.

- Tanze vor Angst (hommage à Paul Klee); 6 Ushebtis. 2009; remasterizado 2020. En el álbum: Small is Beautiful: Miniature Pieces for Piano. 1 disco de audio (CD). Phoenix Classical: PHC 95252 (2009); Novana Records: NV6294 (2020). Yoko Hirota, piano.

- Pommes. 2019.  EP (8 archivos de audio). Centretracks: CMCCT 11218. Ryan Scott, percusión.

- Fragments noir. 2017.  EP (9 archivos de audio). Centretracks: CMCCT 10817. Dúo de saxofones Stereoscope.

- Urban influx. 2015. En el álbum: ISCM Canadian Section - 2015 Selected Works (Sección canadiense de la ISCM - Obras seleccionadas de 2015). 1 disco de audio (CD). Liga canadiense de compositores. Cuarteto Proteus.

- Deuce. 2015. En el álbum: Diálogos. 1 disco de audio (CD). FonoSax: FonoSax001. Dúo Lisus.

- Orán. 2014. En el álbum: Metrópolis. 1 disco de audio (CD). Ravello Records: RR7889. Allen Harrington, saxofón, Laura Loewen, piano.

- L'errance... 2013. 1 disco de audio (CD). Centrediscs: CMCCD 19513. Contenido: L'errance...hommage à Wim Wenders -- Structure/Paysage...hommage à Eli Bornstein -- Territoires intérieurs (hommage à Bernard Émond). Cuarteto de cuerda Silver Birch. Con: Yoko Hirota, piano, para Territoires intérieurs.

- Sarajevo. 2013. En el álbum: Consonnances modernes. 1 disco de audio (CD). Oratorio: ORCD 4116. Quatuor de saxofones Nelligan.

- Hiroshima mon amour. 2013. En el álbum: Voces Borealis. 1 disco de audio (CD). Centrediscs: CMCCD 18713. Yoko Hirota, piano.

- Asubakatchin. 2013. En el álbum: Umbra Septentrionis. 1 disco de audio (CD). Centrediscs: CMCCD 23417. Yoko Hirota, piano.

- Deuce. 2012. En el álbum: Le plus vite possible. 1 disco de audio (CD). Jeffrey E. Vicker/SaxViker Music. Jeffrey Vicker, Dan Gelok, saxos.

- Fragments/Metamorphosis. 2011.En el álbum: Land of Living Skies. 1 disco de audio (CD). Centrediscs: CMCCD 16811. Miembros del Quinteto de Viento de Madera de Estria.

- Mare tranquilitatis III. 2007. En el álbum: CD International Composition Prize 2007, World Premiere Recordings.  1 disco de audio (CD). Ediciones LGNM 407. Luxembourg Sinfonietta, Marcel Wengler, director.

- Motel Suite (Versión B). 2009. En el álbum: Crack. 1 disco de audio (CD). Erol Records: 7037. Dúo Zéphyr.

- Débâcle. 2004. En el álbum: Le Quintette à vents Estria. 2004. 1 disco de audio (CD). Atma Classique: ACD2 2357. Quinteto de viento Estria.[36]

- Vagues vertiges. 2003. En el álbum: Musique à l'Université Laval, vol. VI. 1 disco de audio (CD). Société nouvelle d'enregistrement: SNE 603. Quatuor de Saxophones Nelligan, Serge Laflamme, percusión, Ensemble de Saxophones du Domaine Forget, Jean-Marie Londeix, director. Remasterizado y producido independientemente en 2021 como single (1 archivo de audio).

- 5 Études pour saxophone. 2003. En el álbum: New School. 1 disco de audio (CD). Fidelio (4): FACD009. Jean-François Guay, saxofón.

- Ombres d'automne et de lune. 2002. En el álbum: Salom Tours, 2000-2001. 1 disco de audio (CD). Erol Records: 7030. Quatuor Apollinaire.

- Incertitude. 2000. En el álbum: Nouvelle musique pour saxophone et piano. 1 disco de audio (CD). Société nouvelle d'enregistrement: SNE 651. Rémi Ménard, saxofón, Marc Joyal, piano.[37]Remasterizado y producido independientemente en 2021 como single (1 archivo de audio).

- La soif du mal...Hommage à Orson Welles. 1997. En el álbum: Percumania. 1 disco de audio (CD). Faculté de musique de l'Université de Montréal: UMMUS-UMM 107. Série Actuelles. Percusión: Daniel Fortin, Jean-Éric Frenette, Johanne Latreille, Julien Grégoire, Mario Venditti; Robert Leroux, director.

## Vídeos seleccionados (actuaciones en directo)
- À découvert. Christian Robinson, violín. 5 Penny New Music Concerts, Sudbury, Catedral de Brewer Lofts, 11 de junio de 2016. Vídeo de YouTube, 12:28.
- Concetto Spaziale (hommage à Lucio Fontana). Echo Rogue Saxophone Trio. 16º Congreso Mundial de Saxofón, St. Andrews, Escocia, 12 de julio de 2012. Vídeo de YouTube, 13:00.
- Deuce 2. Duo d'Entre-Deux (Tommy Davis, Nick Zoulek, saxofones). Kent State University, 27 de septiembre de 2014. Vídeo de YouTube, 11:33.
- Double Fault. Duo Entre-Nous (Jackie Glazier, clarinete, Don-Paul Kahl, saxofón). Gante, Bélgica, 24 de noviembre de 2022. Vídeo de YouTube, 4:30.
- Du simple au double. Woodwork Reed Quintet. Deinze, Bélgica, 27 de diciembre de 2022. Vídeo de YouTube, 8:05.
- Falten und Farben. Eastman Saxophone Project. Concierto de primavera 2023, Kilbourn Hall, Eastman School of Music, 4 de abril de 2023. Vídeo de YouTube, 8:21.
- Fingerprints. Duo Gemini (Jean-Frédéric Molard, violín, Jean-Noël Remiche, piano). Festival Osmose (Evere, Bélgica). 3 de diciembre de 2022. Vídeo de YouTube, 3:06.
- Hors-jeu. Maya Grossman, fagot, Andrew Hosler, saxofón tenor. Ciclo de conciertos: The_____Experiment, Auditorio Stamps, Universidad de Michigan, Ann Arbor, 19 de noviembre de 2021. Vídeo de YouTube, 3:48.
- Intimate Echoes. Baptiste Boiron, saxofón tenor, Chloe Weston, piano. Western University, sala von Kuster, 29 de marzo de 2018. Vídeo de YouTube, 12:40.
- Into Thin Air. Andrew Allan, saxofón soprano. 18º Congreso Mundial de Saxofón, Zagreb, 10 de octubre de 2018. Vídeo de YouTube, 5:26.
- L'arc de lyre. Kristan Toczko, arpa, Jared Tehse, piano. Universidad Estatal de Arizona, 12 de febrero de 2022. Vídeo de YouTube, 5:44.
- Les photographies du 21. Alexander Magg, saxofón. Universidad de Cincinnati, College-Conservatory of Music, Cohen Family Theatre, 25 de octubre de 2012. Vídeo de YouTube, 17:22.
- Les yeux de la solitude. Matthew Henry, saxofón, Dave Fair, percusión. Western University, sala von Kuster, 6 de abril de 2014. Vídeo de YouTube, 19:07.
- Manu Militari. Duo Alto (Noa Mick, saxofón, Anat Nazarathy, flauta). Grabación filmada en estudio, Basilea, 2019. Vídeo de YouTube, 3:11.
- No Limits. Tommy Davis, saxofón, Patrick Harrop, imágenes interactivas. Théâtre du Nouvel Ontario (Sudbury), 17 de marzo de 2018. Vídeo de YouTube, 12:15.
- Oran. Allen Harrington, saxofón, Laura Loewen, piano. SaxOpen. Estrasburgo (Francia), 11 de julio de 2015. Vídeo de la WebTV, 13:09.
- Ramallah. Victor Herman, saxofón alto; Koninklijk Harmonieorkest Vooruit Harelbeke; Erik Desimpelaere, director. CC Het Spoor, Harelbeke (Bélgica), 28 de diciembre de 2019. Vídeo de YouTube, 16:38.
- Shadows of Bamian. Proteus Saxophone Quartet. Conferencia de la Región 9 de la North American Saxophone Alliance, Universidad de Saskatchewan, 9 de febrero de 2013. Vídeo de YouTube, 19:44.
- Stuntman. James C. Lebens, trombón. Sala Henri-Gagnon, Universidad Laval, 23 de septiembre de 2005. Vídeo de YouTube, 15:45.
- Tanze vor Angst (hommage à Paul Klee). Yoko Hirota, piano. Western University, von Kuster Hall, 10 de enero de 2014. Vídeo de YouTube, 4:07.
- Trou noir. Sumner Truax, saxophone; Kurt Eric Galván, piano; Copeland Woodruff; actor. Hatch Recital Hall, Eastman School of Music, 8 de noviembre de 2014. YouTube video, 14:51.